# Woippy
Woippy [vwapi] (deutsch: Wappingen, lothringisch Weppech) ist eine französische Stadt mit 14.394 Einwohnern (Stand 1. Januar 2022) im Département Moselle in der Region Grand Est (bis 2015 Lothringen). Die Einwohner nennen sich Woippyciens.

## Geographie
Die Stadt Woippy liegt unmittelbar nördlich der Stadt Metz auf der linken Seite der Mosel.
Zu Woippy gehören die kleinen Ortschaften Bellevue, Ladonchamps, Les Grandes Tappes (Großstapelhof), Les Petit Tappes (Kleinstapelhof), Sainte-Agathe (Sankt Agatha) und Saint-Rémy (Sankt Remigiusweiler).

## Geschichte
Woippy wurde erstmals 1123 als Guapeium erwähnt. Der Ort, in dessen Nähe eine alte Römerstraße verlief,  gehörte früher zum Bistum Metz, das hier ein Amt hatte.
Das Stadtwappen zeigt heraldisch rechts das Emblem des Domkapitels der Kathedrale von Metz, dem die Herrschaft Woippy gehörte, heraldisch links ist der Drache Graouilly zu sehen, der der Legende nach von Heiligen Clemens, Bischof von Metz, erlegt worden sein soll.
Im Deutsch-Französischen Krieg tobte am 7. Oktober 1870 bei Woippy die schwere Schlacht von Bellevue zwischen den vereinten norddeutschen Truppen unter General Ferdinand von Kummer und der französischen Rheinarmee unter Marschall Bazaine. Die Franzosen waren seit dem 20. August in Metz eingekesselt und wagten bei Woippy einen letzten Ausbruchsversuch gegen die deutschen Stellungen bei Ladonchamps, Sainte-Agathe, Saint-Rémy und Bellevue. Nach anfänglichen Erfolgen Bazaines gelang es den norddeutschen Verbänden, die Franzosen in ihre Ausgangsstellungen zurückzuwerfen. Am 27. Oktober 1870 mussten sich die Franzosen in der Festung Metz ergeben.
Durch den Frankfurter Frieden vom 10. Mai 1871 kam die Region an Deutschland und Woippy wurde dem Landkreis Metz dem Bezirk Lothringen und dem Reichsland Elsaß-Lothringen zugeordnet.
Die Bewohner betrieben Getreide-, Wein-, Obst- und Gemüseanbau.
Nach dem Ersten Weltkrieg wurde die Region aufgrund der Bestimmungen des Versailler Vertrags 1919 wieder an Frankreich abgetreten. Der Bezirk Lothringen wurde in seinen geographischen Grenzen zum neuen Département Moselle.
Woippy lag nach dem Waffenstillstand von Compiègne (1940) im CdZ-Gebiet Lothringen und befand sich unter deutscher Verwaltung. Der Ort trug bis zum Ende des Zweiten Weltkriegs – wie schon von 1915 bis 1918 –  den deutschen Namen Wappingen, war Standort zweier Rüstungsbetriebe und von Herbst 1943 bis August/September 1944 Standort eines der SS unterstehenden Internierungslagers.

### Bevölkerungsentwicklung
| Jahr      | 1962 | 1968 | 1975   | 1982   | 1990   | 1999   | 2007   | 2019   |
| Einwohner | 4073 | 9142 | 13.393 | 13.816 | 14.325 | 13.755 | 13.150 | 14.014 |

## Sehenswürdigkeiten
- Haute Maison aus dem 15. Jahrhundert

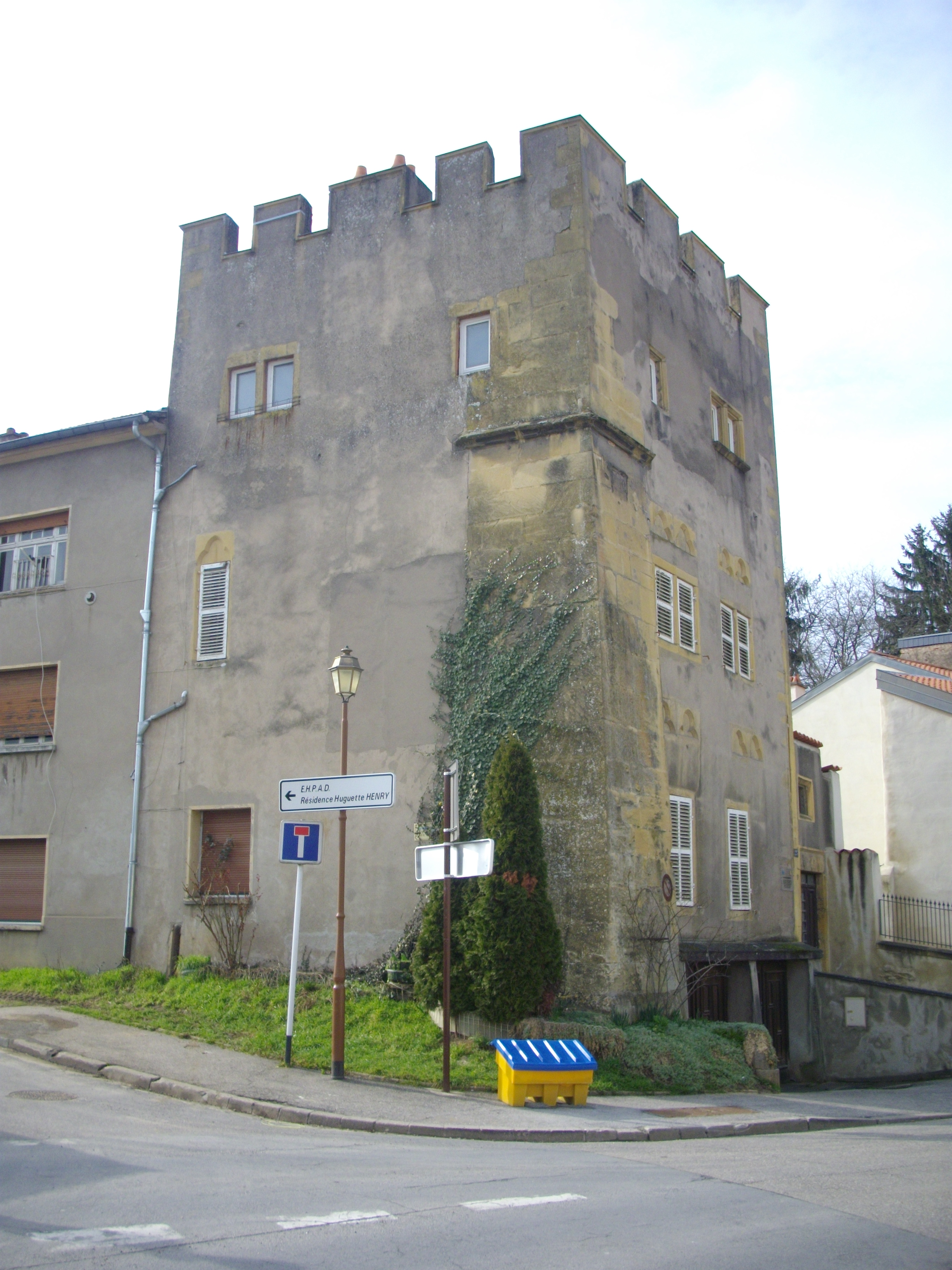
Haute Maison
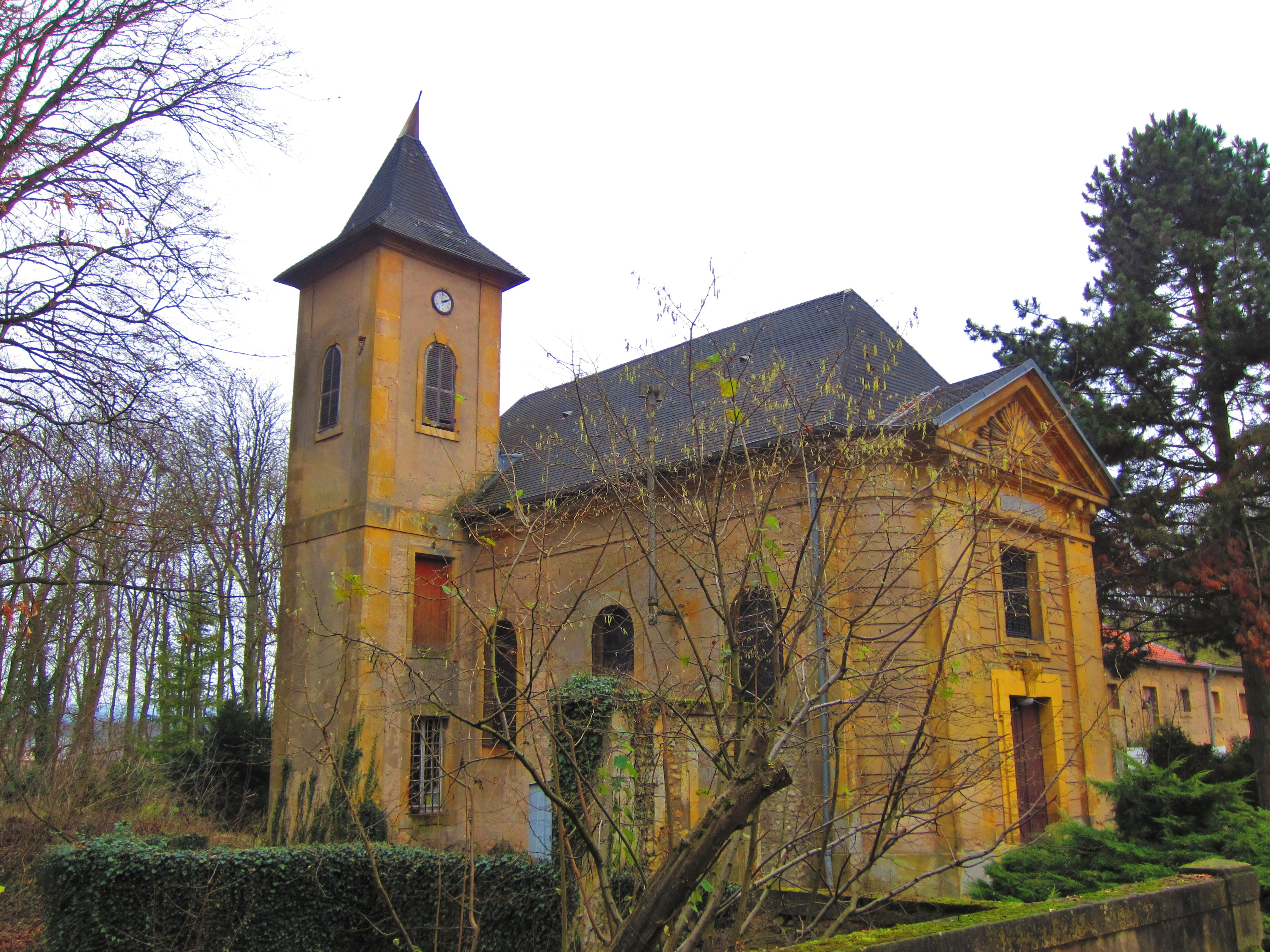
Kapelle Mariä Geburt (Chapelle de la Nativité-de-la-Très-Sainte-Vierge)
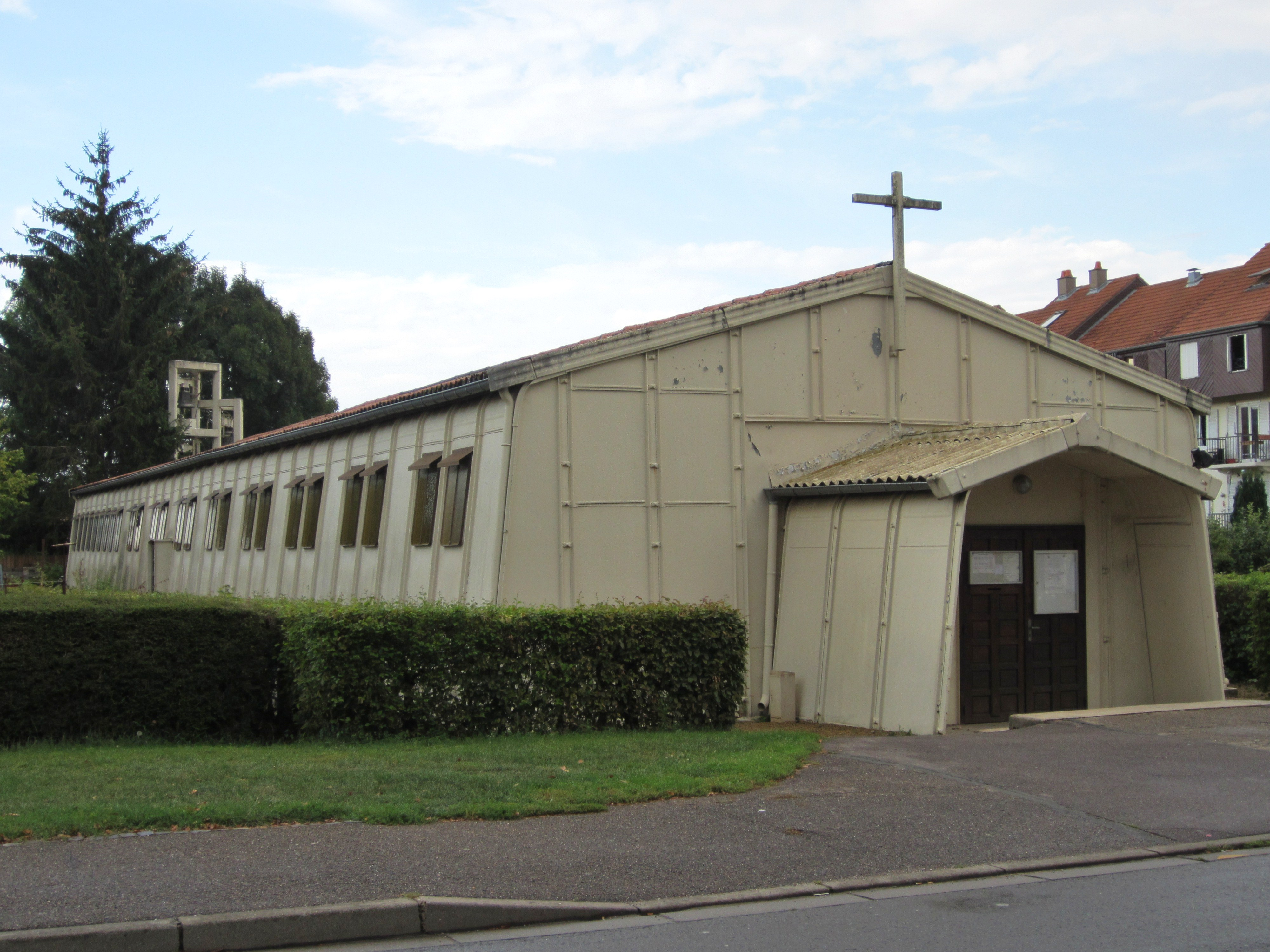
Kapelle Sainte-Bernadette
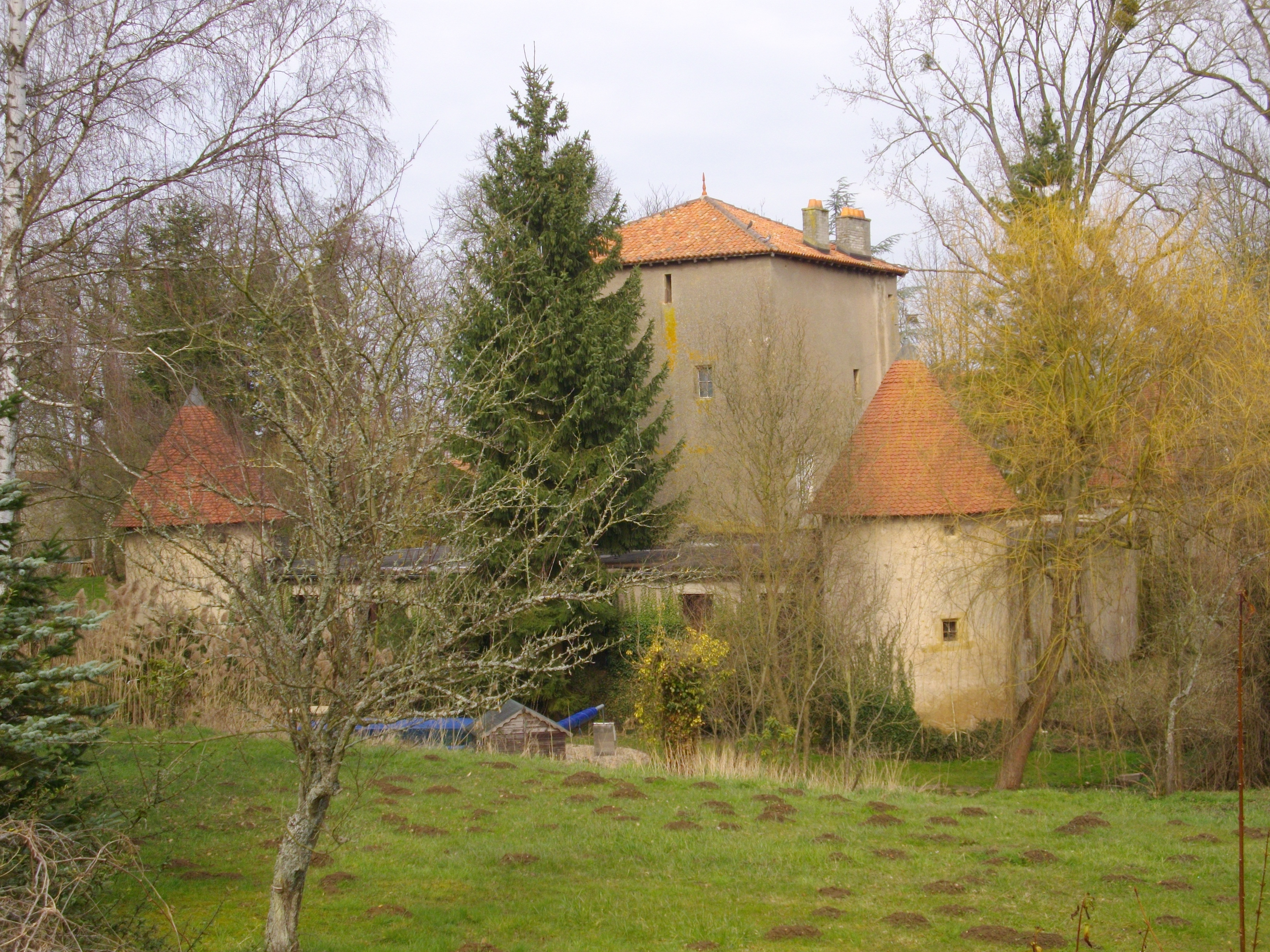
Schloss Woippy
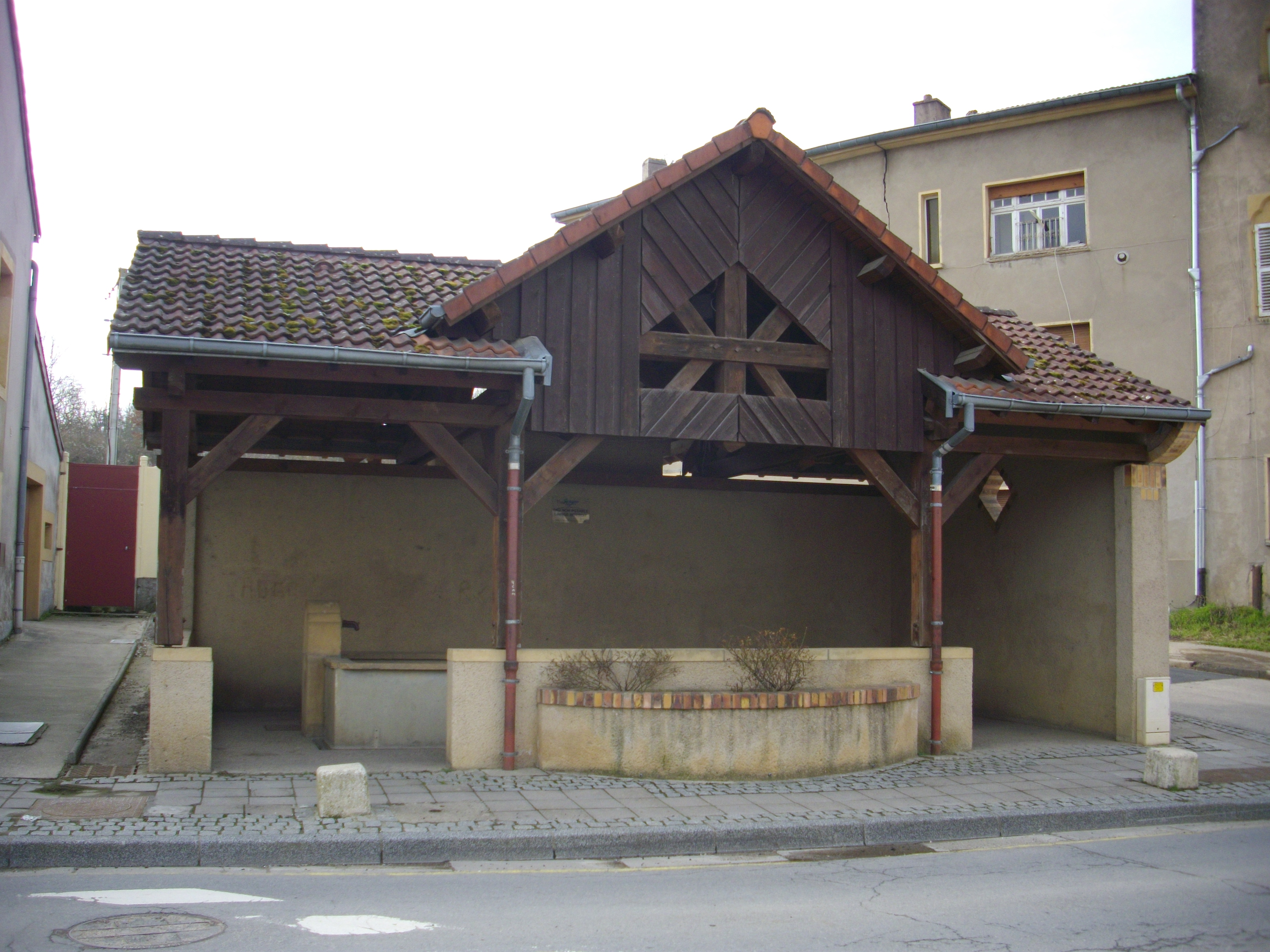
Ehemaliges öffentliches Waschhaus

## Wirtschaft
Der deutsche Landmaschinenhersteller Claas betreibt in Woippy eine Produktionsstätte für landwirtschaftliche Geräte mit 470 Mitarbeitern.

## Verkehr

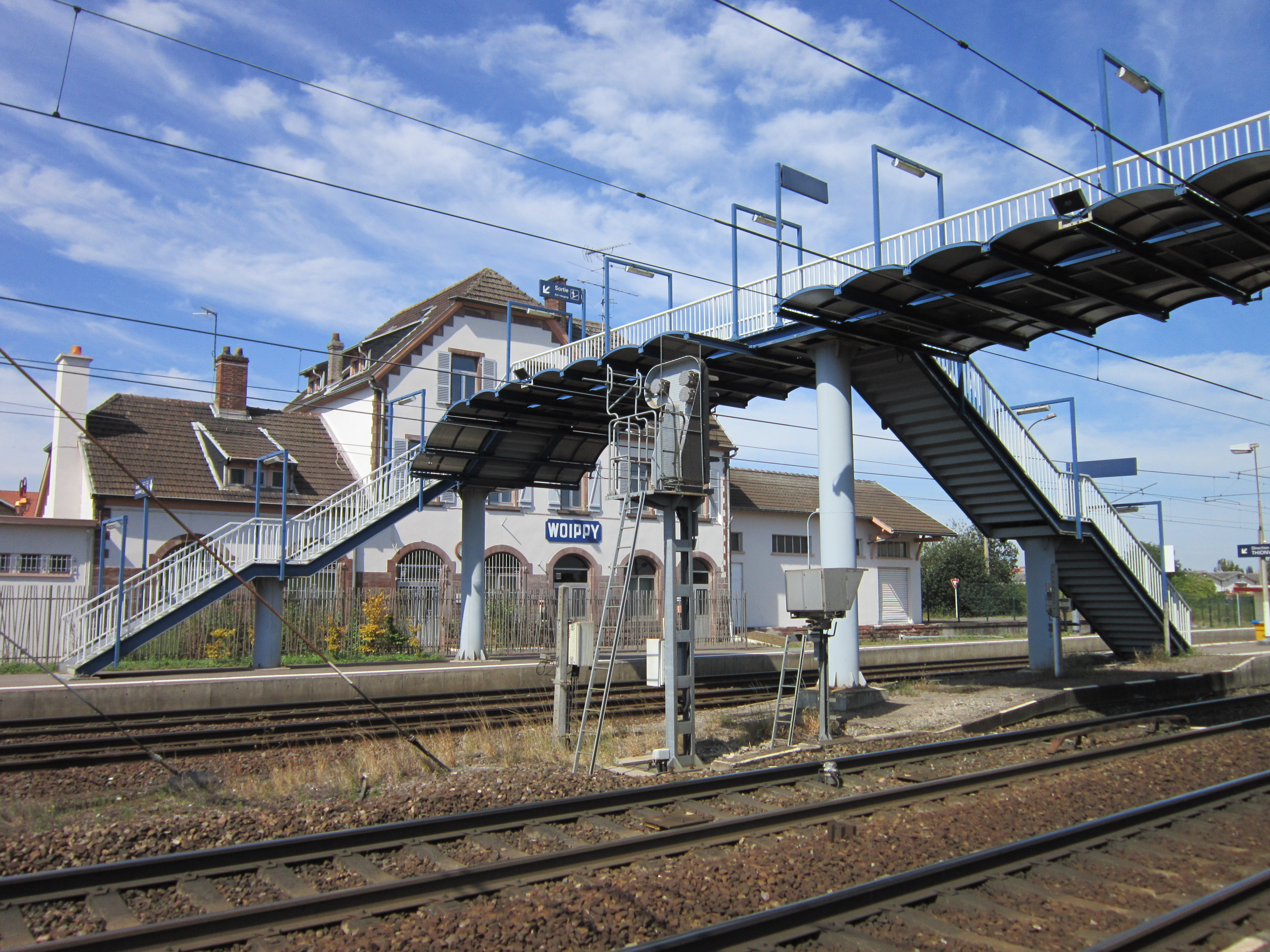
Bahnhof Woippy

Woippy hat einen Bahnhof an der Bahnstrecke Metz–Luxemburg, der 1908 durch die Reichseisenbahnen in Elsaß-Lothringen eröffnet wurde. Aktuell wird er von Zügen des TER Grand Est der SNCF bedient. Nördlich davon schließt der größte Rangierbahnhof Frankreichs (Gare de triage de Woippy) an.
Durch Woippy führten die Nationalstraßen N 53, die 1973 zur Departementsstraße D 953 abgestuft wurde, und N 412 (heute: D 652). Am östlichen Rand der Gemeinde verläuft die Autobahn A 31; deren Anschlussstelle La Maxe liegt knapp außerhalb der Gemeindegrenze.

## Persönlichkeiten
- Vincent Gérard (* 1986), Handballtorwart

## Belege
1. 1 2  Topographische Karte 1:25.0003(6803) Metz [ca. 1930, Meßtischblatt[. In: Landkartenarchiv.de. Abgerufen am 14. Mai 2025.
2. ↑  Franz Xaver Kraus: Kunst und Alterthum in Elsass-Lothringen. Beschreibende Statistik. Band III: Kunst und Althertum in Lothringen, Friedrich Bull, Straßburg 1886, S. 1043–1044 (books.google.de).
3. 1 2  Eugen H. Th. Huhn: Deutsch-Lothringen. Landes-, Volks- und Ortskunde, Stuttgart 1875, S. 277–278 (google.books.de).
4. ↑  Wappenbeschreibung auf genealogie-lorraine.fr (französisch)
5. ↑  André Schontz, Arsène Felten und Marcel Gourlot: Le chemin de fer en Lorraine. Éditions Serpenoise, Metz 1999. ISBN 2-87692-414-5, S. 296.